# Německá konzervativní strana
Německá konzervativní strana byla čistě konzervativní pravicová politická strana v Německém císařství, založená v roce 1876. V této straně se také nacházeli šlechtici. Její ideologií byl i částečně nacionalismus, jelikož usilovali o jednotné Německém císařství (odmítali nezávislost Německých zemí), strana také podporovala monarchii a německou armádu. Kromě nacionalismu byla také silně konzervativní stranou, která působila hlavně v Prusku. V některých volbách se spojila s Národně liberální stranou a odmítala spolupracovat se socialisty.